# Paradrallia micans
Paradrallia micans är en fjärilsart som beskrevs av Wichgraf 1921. Paradrallia micans ingår i släktet Paradrallia och familjen tandspinnare. Inga underarter finns listade i Catalogue of Life.